# 제20사단 (일본군)
제20사단(第12師団 다이쥬니시단[*])은 일본 제국 육군의 사단이다. 통칭호는 朝兵団 아사헤이단[*]→아침병단.

## 역사

### 초기 시기
청일 전쟁을 통해 한반도가 일본 제국의 식민지가 되었다. 처음에는 한반도의 경비를 위해 내지의 사단을 순환제로 일정기간동안 교대하며 파견하다가, 이후 순환배치를 그만두고 한반도의 경비를 맡을 사단을 창설하고 배치할 계획을 세웠다. 그러나, 중국 및 러시아 간의 분쟁으로 재정난을 겪으면서 계속 미뤄졌다.
1915년 12월 24일에 조선주차군의 두개의 사단급 경비부대로서 제19사단과 함께 창설되었다. 사단의 병력은 내지인 일본 열도에 주둔하는 사단이 관할하는 사관에서 3년에 걸처 징집되었다. 경성부 용산에서 편성되었고, 1919년 4월 1일이 되서야 사단 사령부를 설치하였다.

### 중일 전쟁
1931년 일본의 만주 침공에 따라 보병 제39여단을 혼성여단으로 편성하여 9월 18일에 파견하였다. 사단은 12월에 랴오닝성 진저우 공략에 동원되어 이듬해 1932년 4월에 귀환하였다.
1936년 6월 1일, 공병대대가 연대로 개편되고, 고사포 제6연대와 비행 제6연대가 사단에 배속되었다.
1937년 루거우차오 사건으로 중일 전쟁이 발발함에 따라, 7월 11일에 제1군의 증원부대로서 화베이 지방에 파견되었다. 베이핑-항커우선 작전과 타이위안 전투에 참가하였다.

### 태평양 전쟁
1941년 7월, 동원명령이 내려졌으나 전역에 배치되지 않았고, 예비전력으로 제19사단과 함께 한반도에서 훈련하였다.
1940년 7월 1일, 기병 제28연대가 수색 제20연대로 대채되고, 1942년에 사단에서 분리되었다. 7월 16일, 삼각사단으로 재편성됨에 따라 보병 제77연대가 제30사단으로 전속하였다.
1942년, 남만주로 보내어졌고 그곳에서 사단의 야포병연대는 산포병연대로 재편성되었다.
1943년 10월, 사단은 보병 제78, 79, 80연대, 산포병 제26연대, 수색 제20연대, 공병 제20연대, 치중병 제20연대를 이끌고 뉴기니 전역에 배치되었다. 당시 뉴기니를 맡고 있던 제18방면군으로 전속하였다. 
1943년 7월, 사단장 아오키 시게마사 중장이 말라리아로 병사하고, 가타기리 시기루 중장으로 교체되었다.
1944년 4월 말, 홀란디아 전투에서 사단장인 가타기리 시게루가 전사하였다. 사단장은 나카이 지대장인 나카이 마쓰타로 소장으로 교체되었고, 1945년 4월에 중장으로 승진하였다. 이후 사단은 종전을 맞이할 때까지 미국 육군, 오스트레일리아 육군과의 전투와 말라리아 및 영양실조에 시달렸고, 살아서 동원해체된 인원은 1,711명이었다.

## 부대
| - 보병 제39여단 - 보병 제77연대 - 용산 - 보병 제78연대 - 용산 - 보병 제40여단 - 보병 제79연대 - 용산 - 보병 제80연대 - 용산 - 기병 제28연대 - 용산 - 야포병 제26연대 - 용산 - 공병 제20대대 - 용산 - 마산 중포병대대 - 마산 | - 보병 제39여단 - 보병 제77연대 - 평양 - 보병 제78연대 - 용산 - 보병 제40여단 - 보병 제79연대 - 용산 - 보병 제80연대 - 대구 - 기병 제28연대 - 용산 - 야포병 제26연대 - 용산 - 공병 제20연대 - 용산 - 고사포 제6연대 - 치중병 제20연대 - 직할대 - 사단 통신대 - 사단 병기근무대 - 제1,2,3,4야전병원 | - 제20보병단 - 보병 제78연대 - 용산 - 보병 제79연대 - 용산 - 보병 제80연대 - 대구 - 산포병 제26연대 - 용산 - 공병 제20연대 - 용산 - 치중병 제20연대 - 직할대 - 통신대 - 위생대 - 제1,2,4야전병원 - 방약급수부 - 병마창 |

## 기록

### 참전
- 일본의 만주 침공
- 중일 전쟁
  - 베이핑-항커우선 작전
  - 타이위안 전투
- 태평양 전쟁: 뉴기니 전역
  - 핀슈하펜 전투(영어판)
  - 후온반도 전역(영어판)
  - 마당 전투(영어판)
  - 사텔버그 전투(영어판)
  - 홀란디아 전투(영어판)
  - 마크햄, 라무, 피니스테레 전역(영어판)

## 참고
1. ↑  Rottman 2005, 11쪽.
2. ↑  “官報” (일본어) (1996). 1919년 4월 1일.
3. ↑  Rottman 2005, 15쪽.

- Rottman, Gordon L. (2005).  Duncan Anderson, 편집. 《Japanese Army in World War II: The South Pacific and New Guinea, 1942–43》. Oxford and New York: Osprey. ISBN 1-84176-870-7.